# ザブジェ

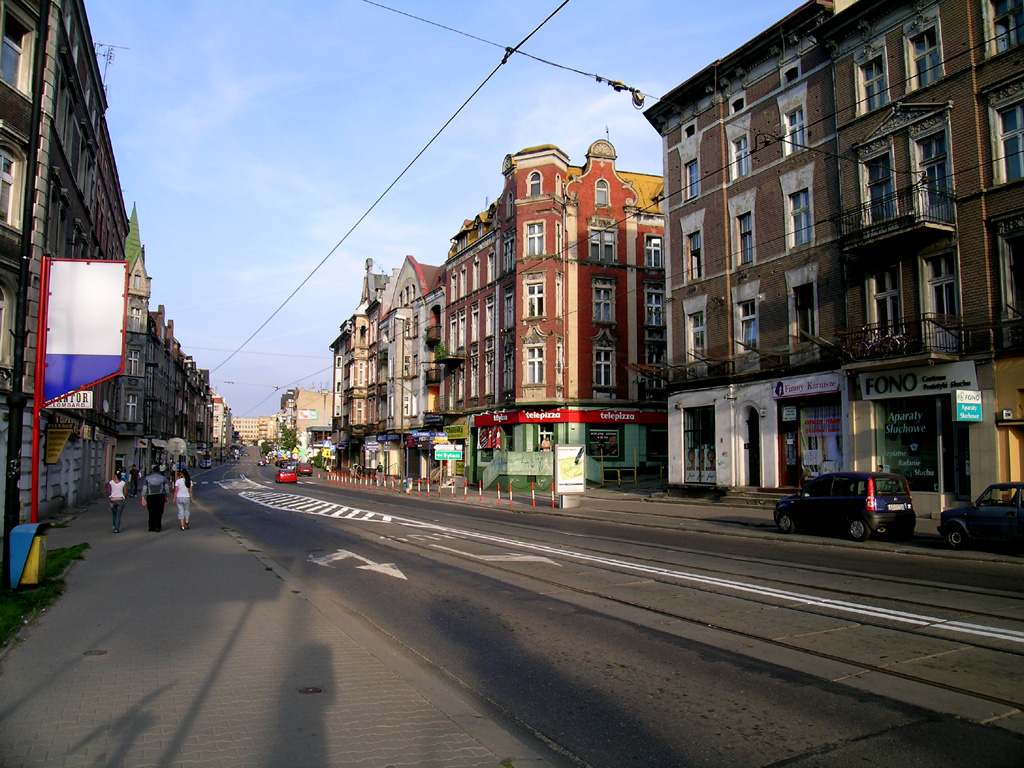
市街風景

ザブジェ（ポーランド語：Zabrze [ˈzabʐɛ] ( 音声ファイル)）は、ポーランドの都市。シロンスク県に属する。ドイツ領時代にはツァブルツェ（Zabrze）、ヒンデンブルク（Hindenburg）と称された。

## 地勢・産業
シロンスク地方に位置する工業都市。豊富な地下資源に支えられて鉱工業が発展したが、近年は鉱業の停滞にともない、文化・学術都市としてのありかたを模索している。シロンスク地方には工業都市が密集しており、環境汚染の悪化が進んでいる。近隣の都市としては、約15キロ東にカトヴィツェ、10キロ北東にビトムが位置している。

## 歴史
13世紀には史料上で存在が確認されている。中世後期よりドイツ系の移民が増加し、徐々にゲルマン化が進んだ。16世紀前半よりハプスブルク家の所領となったが、18世紀半ばのオーストリア継承戦争・七年戦争によってプロイセンの領有が画定した。第一次世界大戦中の1915年、タンネンベルクの戦いで活躍したパウル・フォン・ヒンデンブルク将軍の名をとって、ヒンデンブルクと市名が改称されたが、1945年、ドイツの第二次世界大戦敗北後まもなく、旧名のザブジェに戻された。また、この時期にドイツ系住民が強制的に追放された。
戦後は鉱工業で繁栄したが、共産党政権が崩壊するまで一貫して環境への配慮がおこなわれなかったため、周辺地域の汚染は深刻化している。1998年に行政区画の再編が行われ、かつてのカトヴィツェ県からシロンスク県に所属することになった。

## スポーツ
グールニク・ザブジェが、ザブジェを本拠地とするサッカークラブ。共産党政権の時代には14回のリーグ優勝を果たした強豪クラブであった。

## 姉妹都市
- ザンガーハウゼン（英語版）、ドイツ
- カリーニングラード、ロシア
- スクラン、フランス
- ルンド、スウェーデン
- スナボー、デンマーク
- トルナヴァ、スロバキア
- オパヴァ、チェコ
- リウネ、ウクライナ